# Pygostylia
Pygostylia — природна група птахів, що охоплює конфуціусорнісів (Confuciusornis) і «справжніх птахів» (Ornithothoraces), а також їхнього гіпотетичного спільного предка і його родичів.

## Опис
Основою для виділення групи є наявність пігостилю на відміну від рептилеподібного хвоста археоптерикса і його родичів. Є також ряд інших морфологічних відмінностей.
Pygosylia поділяються на дві групи залежно від форми пігостилю. Ornithothoraces мають лемішоподіний кінець, в той час як примітивніші представники мають довший паличкоподібний пігостиль.

## Найдавніші представники
Найдавнішим з відомих представників групи є енанціорнісовий вид Protopteryx fengningensis з Китаю, який датується віком близько 131 млн років, хоча принаймні один вид енанціорносових, Noguerornis, може бути старшим, віком до 145,5 млн років, хоча його точний вік залишається невизначеним.